# Хардап
Хардап (англ. Hardap Region) — является одной из 14 административных областей Намибии. Площадь области составляет 109 651 км². Численность населения равна 79 507 человек (на 2011 год).

## География
Расположена в южной части страны и протянулась от Атлантического океана до границы с Ботсваной. Название своё область получила по находящейся здесь крупнейшей в Намибии плотине Хардап на протекающей здесь реке Фиш. Южнее Области Хардап находится область Карас, севернее — область Кхомас.
Побережье области и большую часть её территории на восток занимает пустыня Намиб. Восточнее пустыни Намиб лежат горные хребты Тирас и Науклуфт, являющиеся частью южноафриканского Большого Уступа. Наивысшей точкой Хардапа является гора Лозберг (1976 метров над уровнем моря) в западной части области. Через всю область, с северо-востока на юго-запад, течёт река Фиш, орошая пустынные земли и делая их таким образом пригодными для скотоводства. На востоке Хардапа находятся саванны плоскогорий. Чем восточнее, тем засушливее здесь климат, на который оказывает влияние пустыня Калахари.
В области Хардап расположен национальный парк Намиб-Науклуфт, с 2009 года входящий в состав национального парка Намиб-Берег Скелетов. Здесь также можно увидеть такие природные достопримечательности, как Соссусфлей и Сесрим-каньон.

## Населённые пункты
Административный центр области — город Мариенталь, лежащий на Фиш ниже плотины. Крупные города — Рехобот, район компактного проживания рехоботских бастеров, и Гибеон.

## Административное деление
В административном отношении область подразделяется на 8 избирательных районов.
- Aranos
- Daweb
- Gibeon
- Mariental Rural
- Mariental Urban
- Rehoboth Rural
- Rehoboth Urban East
- Rehoboth Urban West